# Jan Eikema
Jan Eikema (Hijkersmilde, 1 april 1895 – Emmen, 22 maart 1975) was een Nederlandse dominee en verzetsstrijder.

## Levensloop
Eikema werd geboren als derde kind, een nakomertje. Zijn vader was schoolonderwijzer. Zelf studeerde Eikema theologie aan de Universiteit van Leiden. In 1915 werd hij lid van de Vrijzinnig Democratische Bond (VDB) en trok samen op met prominenten als Aletta Jacobs, Pieter Oud en Henri Marchant. In 1921 ontving hij zijn eerste beroeping van de Nederlands Hervormde Kerk in het Noord-Hollandse Benningbroek. Vervolgens was hij predikant in Witmarsum, Godlinze, Schagen, Zaandam, Dordrecht, wederom Zaandam, Stolwijk, Hoogwoud en Valthermond.
In de jaren dertig was Eikema zowel lid van de VDB als van de Nederlandsche Beweging voor Eenheid en Democratie. Deze beweging keerde zich zowel tegen het communisme als tegen het opkomende fascisme. Op het moment dat de Tweede Wereldoorlog uitbrak bevond Eikema zich in Frankrijk, waar hij op fietsvakantie was. Hij keerde snel naar huis terug. Tijdens de Duitse inval in Nederland in mei 1940 was Eikema lid van de Luchtbeschermingsdienst.
In eerste instantie verbood de Duitse bezetter de VDB nog niet. Dat bood Eikema regelmatig de kans met gelijkgezinden bij elkaar te komen en zijn afkeer tegen het fascisme uit te spreken. In zijn preken keerde hij zich - al dan niet in verdekte termen - met name tegen de toenemende jodenvervolging. Een groot aantal collega-predikanten die hetzelfde deden werden opgepakt. De journalist Erik Schaap suggereerde dat Eikema niet opgepakt werd omdat hij zijn afkeer vooral liet blijken in kleinere, overzichtelijke(re) bijeenkomsten, waar bijvoorbeeld Eikema's vriend en collega Nanne Zwiep tijdens drukbezochte kerkdiensten fel van leer trok tegen het nazisme. Ook gaf Adolf Hitler de kerken in de bezette gebieden iets speelruimte om te voorkomen dat de kerkenstrijd zou overslaan naar Duitsland.
Eikema maakte in juli 1942 de overstap naar de Hervormde gemeente van Dordrecht. Omdat zijn vrouw - die ongeneeslijk ziek was en bedlegerig - daar niet goed kon aarden, keerde hij in oktober 1943 terug naar Zaandam. Tijdens de oorlog bood Eikema onderdak aan verschillende onderduikers, waaronder de dichter Wisse Alfred Pierre Smit. Voor zijn straatgenoot Henk op den Velde, die over een geheime zender beschikte waarmee hij in contact stond met Engeland, codeerde en decodeerde hij berichten. Op 2 maart 1944 viel de Sicherheitsdienst bij Op den Velde binnen. Eikema bezocht hem na een kerkdienst en werd prompt gearresteerd. Eikema wist de Duitse agenten ervan te overtuigen dat hij slechts op huisbezoek langskwam en mocht weer gaan, met de gedecodeerde berichten op zak. In de avond wist hij Walraven van Hall te onderscheppen die op weg was naar het huis van Op den Velde. Op den Velde en verschillende anderen die tijdens de actie opgepakt werden overleefden de oorlog niet.
Ook Eikema's dochter Hanneke was betrokken geraakt bij het verzet. Zij vervoerde aanvankelijk joodse kinderen naar hun onderduikadressen in Friesland. Later functioneerde ze als koerierster voor het Nationaal Steunfonds. Zij werd in januari 1945 gearresteerd bij een actie waarbij ook Van Hall gepakt werd. In tegenstelling tot Van Hall overleefde Hanneke Eikema de oorlog wel. Kort voor de bevrijding werd zij vrijgelaten.
In de nadagen van de oorlog was Eikema hoofd van het uitvoerend comité dat toezag op een eerlijke verdeling van de hulpgoederen die door het Zweedse Rode Kruis werden aangevoerd.
Na de oorlog is hij op uitnodiging van Pieter Oud betrokken bij de oprichting van de VVD. In deze partij zal hij geen prominente rol spelen.

## Persoonlijk
Samen met zijn eerste vrouw Gezina Hermanna Nijk kreeg Eikema twee dochters. Na haar overlijden wegens multiple sclerose in 1951 trouwde hij met Ankie Lamérus-Remelink. Met haar kreeg hij nog drie zonen.
- Nederlandse Thesaurus van Auteursnamen: 311807798
- Virtual International Authority File: 288270523
- WorldCat: E39PBJm9cGhRPrXXtjFJRh89jC